# Zürich – Transit
Zürich – Transit. Skizze eines Films ist die Vorlage eines geplanten Films des Schweizer Schriftstellers Max Frisch. Das Filmskript erschien 1966 in Buchform, nachdem sich das Filmprojekt im Vorjahr aufgrund künstlerischer Differenzen Frischs mit dem Regisseur Erwin Leiser sowie einer Erkrankung dessen Nachfolgers Bernhard Wicki zerschlagen hatte. Erst 1992, ein Jahr nach Frischs Tod, verfilmte die Regisseurin Hilde Bechert den Stoff.
Zürich – Transit beruht auf einer Erzählung aus dem 1964 veröffentlichten Roman Mein Name sei Gantenbein: Auf einer Reise liest ein Mann seine eigene Todesanzeige in der Zeitung, nach seiner Rückkehr wohnt er dem eigenen Begräbnis und der anschließenden Trauerfeier bei, ohne sich den Trauergästen zu erkennen zu geben. Die Filmskizze übernimmt das Konzept der Romanvorlage, ist aber detaillierter, in der Handlung erweitert und beschreibt die geplanten visuellen Effekte.

## Inhalt
Theo Ehrismann ist 41 Jahre alt, Pfeifenraucher und ehemaliger Olympia-Segler. Jetzt arbeitet er als Diplom-Ingenieur bei den Elektro-Werken Studer und lebt mit seiner Ehefrau Monika und der Angorakatze Bimbo in Zürich. Die Ehe ist bereits seit elf Jahren zerrüttet. Ehrismann hat eine Affäre mit einer Buchhändlerin namens Barbara, während seine Frau seit einiger Zeit von einem jungen Mann „verstanden“ wird. Seinen einzigen Freund Viktor, der im Gegensatz zu Ehrismann ein unabhängiges Leben als Maler führt, hat er schon seit Jahren nicht mehr gesehen.
Während Ehrismann, ohne seiner Frau Bescheid zu geben, einige Tage privat nach London fliegt, stiehlt jemand seinen Porsche, verunglückt und verbrennt im Wagen bis zur Unkenntlichkeit. Der Tote wird für Ehrismann gehalten. So liest Ehrismann bei seinem Rückflug in der Zeitung seine eigene Todesanzeige. Nach der Ankunft in Zürich versucht er Monika telefonisch zu erreichen. Doch als einer seiner beiden Schwager, die ihn nie leiden konnten, ans Telefon geht, weiß er nichts zu sagen. Beim zweiten Versuch ist die Trauergesellschaft bereits zum Begräbnis aufgebrochen.
Auch Ehrismann macht sich auf dem Weg zum Friedhof. Als die Gäste einer nach dem anderen in Trauerkleidung erscheinen, fühlt er sich unpassend in seinem hellen Regenmantel, tritt in den Hintergrund. Nachdem er auch seine Frau, gestützt von den Schwagern, vorübergehen lässt, ist es bereits zu spät, die Veranstaltung noch zu stören. Während des Trauergottesdienstes spielt er Fußball. Danach begibt er sich zum Restaurant, in dem der Leichenschmaus angesetzt ist. Auch hier findet er nicht die Gelegenheit, sich der Trauergesellschaft zu offenbaren. Stattdessen stört er ihre Feier durch die Jukebox, in der er Je ne regrette rien von Édith Piaf abspielen lässt. Als er sich übergeben muss, begegnet ihm auf der Toilette der Pfarrer, der ihn nicht kennt.
Ziellos schlendert Ehrismann danach durch die Stadt Zürich, er wirft einen Blick in Barbaras Buchgeschäft, die nicht bei der Beerdigung war. Sie erkennt ihn, und nachdem er wieder in der Menge verschwunden ist, irrt sie durch Zürich und sucht verzweifelt nach ihm. Ehrismann kauft ein Flugticket nach Nairobi, doch nachdem er eine alte Bekannte in der Flughafenbar trifft, verpasst er das Flugzeug. Noch einmal kehrt er zurück in seine Wohnung, in der sich nur die Katze aufhält. Er betrachtet die Dinge, die für ihn nun alle ohne Bedeutung sind. Nur seine Lieblingspfeife nimmt er mit. Dann wirft er den Wohnungsschlüssel in den Briefkasten und geht in den nächtlichen Straßen davon.

## Interpretation
In die Handlung sind wiederholt Einblendungen montiert, in denen Ehrismann als Verlierer, Unterlegener, sozial Ausgegrenzter dargestellt wird: seine Arbeitgeber tragen einen winzigen Sarg über das Firmengelände, eine Kompanie Soldaten bricht daraufhin in Gelächter aus, die Schwager werfen dem gekenterten Segler Trauerkränze statt Rettungsringe zu. Daneben spalten sich die vorgestellten Szenen mehrfach in Varianten auf. Es werden zwei Möglichkeiten durchgespielt, wie Monika auf das Auftauchen des Totgeglaubten reagieren könnte: mit Erleichterung und Verständnis, was zur überfälligen Aussprache der Eheleute führt, oder mit Misstrauen und Eifersucht wegen seiner verheimlichten Londonreise, was im üblichen Ehestreit endet. Zwei weitere Varianten zeigen das Kennenlernen eines Paares bei der Zürcher Fastnacht zur Guggenmusik. Als die Larven abgenommen werden, küsst Monika das erste Mal Ehrismann, das zweite Mal einen Gastarbeiter. In einem imaginierten Gespräch mit dem alten Freund Viktor bestärkt ihn dieser schließlich darin, aus seinem Leben auszubrechen.
Laut Jürgen H. Petersen bringen die Varianten Ehrismann zur Erkenntnis, dass er überflüssig, unwillkommen, ersetzbar ist. Durch das Durchspielen verschiedener Fiktionen gelangt Ehrismann am Ende dazu, eine zu realisieren: die Weiterexistenz als Totgeglaubter. Damit unterscheiden sich die Varianten in Zürich – Transit wesentlich von denen in Mein Name sei Gantenbein. In der Filmskizze drehen sich die Varianten um eine festgefügte Person mit klarer Lebensgeschichte, die nur ihre möglichen Lebensumstände durchspielt. Im Roman ist das Buch-Ich selbst variabel und von den durchgespielten Möglichkeiten wird am Ende keine einzige realisiert. Petersen brachte es auf die Formel: „In der Filmskizze rückt Frisch also das modale, in dem Roman das existenziale Verhältnis von Möglichkeit und Wirklichkeit in den Mittelpunkt.“

## Vorlage
Die Vorlage der Filmskizze Zürich – Transit entstammt Frischs 1964 veröffentlichtem Roman Mein Name sei Gantenbein. Der vorgeblich blinde Theo Gantenbein ist eine der Hauptfiguren des Romans, die vom Ich-Erzähler erfunden werden, um der Geschichte seiner gescheiterten Partnerschaft nachzuspüren. Er erzählt einer Prostituierten namens Camilla Huber erfundene Geschichten, darunter auch jene vom Mann, der seine eigene Todesanzeige liest und dann seiner Beerdigung beiwohnt. Die Episode umfasst rund sieben Druckseiten und beginnt mit den Zeilen: „Eine Geschichte für Camilla: von einem Mann, der immer wieder einmal entschlossen ist, seinen Lebenswandel zu ändern, und natürlich gelingt es ihm nie…“
Der Mann in der Vorlage bleibt namenlos, es fehlt ihm auch der biografische Hintergrund Theo Ehrismanns. Die Handlung ist wesentlich knapper beschrieben, viele der ausgeschmückten Nebenhandlungen von Zürich – Transit fehlen. Im Kern ist die Vorlage jedoch identisch und endet ebenfalls mit einem abschließenden Besuch des Totgeglaubten in seiner Wohnung, aus der er nur eine Pfeife mitnimmt, um die Wohnungsschlüssel anschließend im Briefkasten zu hinterlassen. Bereits mit Blick auf den geplanten Film verfasste Frisch 1965 eine Kurzform der Handlung im Typoskript Asche eines Pfeifenrauchers, das mit den Zeilen endet: „Wohin? Das wissen wir nicht. Der Film schildert nur diesen Tag des Begräbnisses, eine Komödie der Entfremdung.“

## Verfilmungen

### Zusammenarbeit Leiser-Frisch

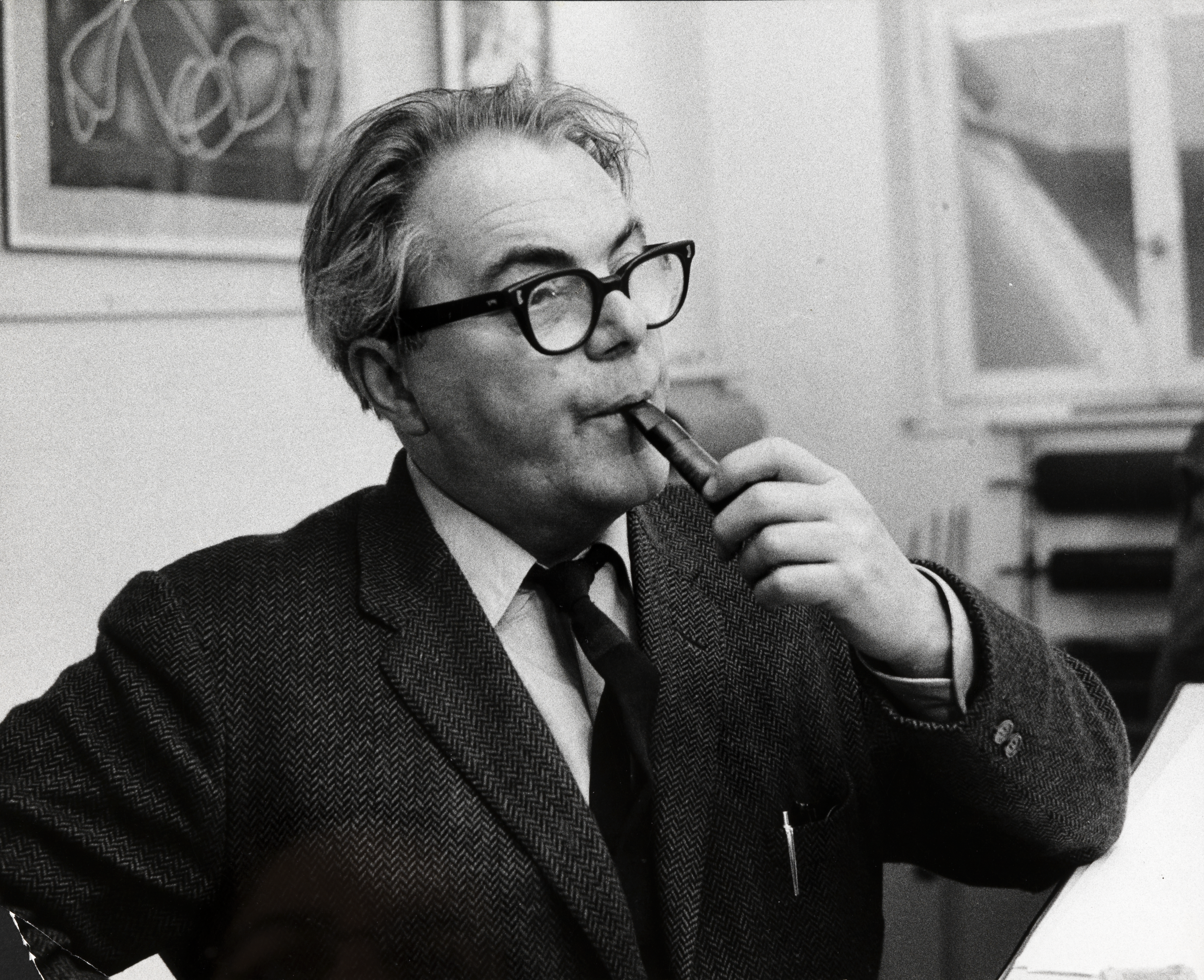
Max Frisch (1967)

Der Anstoss für die Verfilmung der Episode ging vom Journalisten Erwin Leiser aus, der zuvor durch Dokumentarfilme wie Mein Kampf und Eichmann und das 3. Reich bekannt geworden war, allerdings noch keinerlei Erfahrung mit der Produktion von Spielfilmen besaß. Frisch stimmte dem Projekt zu, das allerdings nach seiner ausdrücklichen Betonung nicht als Verfilmung von Mein Name sei Gantenbein zu verstehen sei. Als Produzent konnte Hanns Eckelkamp gewonnen werden, der mit seiner Firma Atlas-Film Schauspieler wie Ernst Schröder, Viveca Lindfors, Christina Schollin und Agnes Fink sowie als Kameramann Sven Nykvist, den langjährigen Weggefährten Ingmar Bergmans, verpflichtete. Im Oktober 1965 begannen die Dreharbeiten.
Die Arbeitstitel des Projektes lauteten: Je ne regrette rien, Die Asche eines Pfeifenrauchers und Transit. Geplant war eine Mischung aus Autoren- und Regiefilm. Frisch und Regisseur Leiser sollten sich gemeinsam über Inhalt und Form der Szenen einigen. In einem Interview beschrieb Frisch, dass er einem Regisseur über die Schulter sehen wollte, um selbst für zukünftige Filmprojekte zu lernen: „Ich wollte, daß ich im Film denke, wie Godard, und nicht zuerst in Sprache, die in den Film übersetzt wird, sondern direkt. Das Vorhaben scheiterte, weil ein Regisseur krank wurde und der andre nicht geeignet war.“
Bereits der Entwurf des Films wurde stark durch Frisch bestimmt, so etwa, wenn er als stilistischen Verfremdungseffekt zwei Sprachebenen einsetzen wollte: die realistischen Szenen in Schweizerdeutscher Mundart, die Szenen, die sich lediglich in der Vorstellung des Protagonisten abspielen, in Hochdeutsch. Nach seiner Vorstellung sollten die Szenen ohnehin weitgehend ohne Dialoge verständlich bleiben, der Film „ziemlich weit zum Stummfilm“ zurückgehen. Auch in die praktische Arbeit beim Dreh mischte er sich massiv ein, was Alexander J. Seiler auf seine Tätigkeit beim Theater zurückführte. Regisseur Leiser erinnerte sich später: „Ich konnte nicht vorausahnen, daß Frisch von der praktischen Filmarbeit so wenig verstand und mit seiner Unsicherheit den Hauptdarsteller anstecken würde.“ Bereits nach dem dritten Drehtag und am Rande eines Nervenzusammenbruchs gab Leiser auf.

### Ersatzmann Wicki
Nachdem sich auch die schwedischen Produktionspartner zurückgezogen hatten, bat die Atlas-Film Bernhard Wicki um Hilfe, der bereits in der Besetzung unter Leiser eine kleine Rolle innehatte. Wicki sagte zu, ersetzte Viveca Lindfors durch seine Frau Agnes Fink und überarbeitete gemeinsam mit Frisch innerhalb eines Monats das Drehbuch. Das Endergebnis nannte Hervé Dumont „einen faszinierenden, jedoch schwierigen und für das Publikum schwer zugänglichen Text“.
Während der ersten Drehwoche kam es mehrfach zu technischen Problemen, die den Ablauf verzögerten. Dann erkrankte Wicki schwer und musste ins Krankenhaus. Das Team fiel auseinander, Hauptdarsteller Schröder musste wegen Folgeengagements zurück nach Berlin, Frisch lehnte einen Ersatz durch Hans Christian Blech ab. Die Fortsetzung der Dreharbeiten wurde auf Januar 1967 verschoben und schließlich nicht mehr aufgegriffen.
Von den Dreharbeiten existieren etwa 72 Minuten im Filmarchiv Düsseldorf, bei denen es sich jedoch lediglich um Großaufnahmen und Muster handelt, keine kompletten Szenen. Der Film hinterließ Kosten von 700.000 Schweizer Franken. Er blieb Frischs erste und letzte eigenständige Filmarbeit. Im Frühjahr 1966 erschien das Filmskript als Buchausgabe. Im Vorwort betonte Frisch, der Text „kann und soll nicht mehr sein als Anweisung, als Plan, als Gerüst […]. Was hier vorliegt, ist also nicht eine Erzählung, sondern: ein Libretto.“

### Realisation durch Bechert
Nachdem sich Frisch in den Folgejahren gegen den erneuten Versuch einer Verfilmung des gescheiterten Projektes wehrte, kam es im Frühjahr 1992, ein Jahr nach seinem Tod, doch noch zur Realisation von Zürich – Transit. Regisseurin Hilde Bechert und Produzent Klaus Dexel, die zuvor bereits Frischs Tagebuchskizze Skizze eines Unglücks verfilmt sowie eine Dokumentation über Frisch gedreht hatten, erhielten 1989 die Rechte an dem Projekt. Noch vor seinem Tod nahm Frisch das Drehbuch ab. Als Schauspieler wurden unter anderem Dieter Kirchlechner, Peter Ehrlich, Axel Milberg, Monika Schwarz und Gisela Uhlen besetzt.
Die Kritik war vom Ergebnis jedoch nicht überzeugt. Die Neue Zürcher Zeitung akzeptierte zwar die Modernisierung der Handlung, in der etwa Frischs Gastarbeiter zum Asylbewerber wurde, bedauerte aber den Verlust von Komplexität und assoziativer Verflechtung. Der Realismus der Verfilmung gerate „konsequent zur Oberflächlichkeit“, einzelne Szenen mündeten in „Peinlichkeit“, „ärgerliche Aufdringlichkeit“ und „Banalität“. Der Tages-Anzeiger lobte Kirchlechners Spiel als „sparsam differenziert“ und einzelne Szenen, die haften blieben. „Doch mit dem handwerklich gut organisierten Film verfestigt sich das hintergründige Gedankenspiel Frischs zu einer allzu handfesten Story, die manchmal gar in Schwanknähe gerät.“ Immerhin zog der Filmdienst das Fazit: „Zwei Verfilmungen Mitte der 60er Jahre scheiterten, erst das dritte Projekt ein Jahr nach Frischs Tod gelang.“

### Dokumentarische Nacherzählung durch von Gunten
2011 realisierte Matthias von Gunten eine Filmdokumentation mit dem Titel Max Frisch: Zürich-Transit. Das gescheiterte Filmprojekt. Darin montierte er 1965 gedrehte Spielfilmszenen, Fotos vom Set, Aufnahmen einer szenischen Lesung mit Max Frisch sowie Interviews mit Hanns Eckelkamp, Beatrice von Matt, Peter von Matt und der Fotografin Pia Zanetti zu einer dokumentarischen Nacherzählung.

### Textausgaben
- Max Frisch: Zürich – Transit. Skizze eines Films. Suhrkamp, Frankfurt am Main 1966.

### Sekundärliteratur
- Luis Bolliger (Hrsg.): jetzt: max frisch. Suhrkamp, Frankfurt am Main 2001, ISBN 3-518-39734-6, S. 173–187.
- Jürgen H. Petersen: Max Frisch. Metzler, Stuttgart 2002, ISBN 3-476-13173-4, S. 136–137.